# Темрюкский десант
Темрю́кский деса́нт 25—28 сентября 1943 года — тактический десант Азовской флотилии, высаженный в ходе Новороссийско-Таманской наступательной операции в Великой Отечественной войне.

## План и подготовка операции
19 сентября 1943 года приказом Наркома Обороны СССР Азовская военная флотилия была передана в оперативное подчинение командующему Северо-Кавказским фронтом генералу И. Е. Петрову. Последний немедленно поставил флотилии задачу подготовить десантную операцию в районе Темрюка для воспрепятствования эвакуации вражеских войск с Таманского полуострова. Командующий флотилией контр-адмирал С. Г. Горшков принял решение высадить десант в составе трёх отрядов.
Основной отряд — 545-й стрелковый полк из состава 389-й стрелковой дивизии 9-й армии Северо-Кавказского фронта, усиленный штурмовым отрядом из состава 369-го отдельного батальона морской пехоты Азовской флотилии (всего 1420 человек, командир полка подполковник А. Е. Попович, командир отряда морской пехоты С. В. Милюков). Задача — высадиться восточнее станицы Голубицкой, овладеть ею, перерезать дорогу Темрюк-Пересыпь и перекрыть противнику отход вдоль побережья на запад. Вспомогательный десант — 200 человек из 369-го отдельного батальона морской пехоты Азовской флотилии, командир майор М. А. Рудь. Задача — высадиться в районе Чайкино, захват Чайкино и содействие войскам 9-й армии в овладении Темрюком. Демонстративный десант — 40 человек из того же батальона морской пехоты. Задача — высадиться в районе западнее Голубицкой, в районе колхоза «Труженики моря» и отвлечь часть сил противника из гарнизона Голубицкой. Общая численность десанта составила 1660 человек.
Основной упор делался на скрытность высадки, для чего командование флотилии отказалось от артподготовки и от посылки отряда кораблей артиллерийской поддержки. Для высадки десанта были выделены 2 сторожевых катера, 9 бронекатеров, 10 катеров-тральщиков, 6 полуглиссеров, 2 катера «морской охотник», 15 сейнеров.
На Таманском полуострове оборонялась немецко-румынская 17-я армия под командованием генерала инженерных войск Эрвина Йенеке. Поскольку эта армия была блокирована там уже свыше полугода, ею была создана мощная и густо насыщенная войсками оборона, включая противодесантную. Все населённые пункты были подготовлены к круговой обороне.

## Ход операции
25 сентября в 4:05 первый эшелон основного отряда под сильным пулемётным и миномётным огнём противника высадился на берег в районе Голубицкой. Преодолев противодесантные инженерные сооружения, в ожесточённом бою отряд овладел северо-восточной частью Голубицкой, перерезав путь отступления немецким частям из Темрюка на косу Чушка.
Однако уже утром того же дня в результате неоднократных атак превосходящих сил противника десант был оттеснён от берега и перешёл к круговой обороне. Утром 26 сентября враг вытеснил бойцов от станицы. В течение трёх дней бойцы удерживали круговую оборону восточнее Голубицкой. Действия десанта поддерживались авиацией фронта (штурмовой авиаполк) и флотилии (20 штурмовиков), корректировщики имелись в составе основного десанта и в штабе высадки. Лётчики нанесли большой урон атакующим войскам врага, уничтожили 2 орудия, сбили 4 самолёта. В свою очередь, немецкая авиация сбила 3 наших самолёта, а при отходе кораблей высадки от берега потопила 3 катера-тральщика.
27 сентября войска 9-й армии ворвались в Темрюк, в ночном бою завершили его освобождение от врага, и преследуя противника, вышли к Голубицкой. Там 28 сентября остатки десанта соединились с частями 9-й армии. В боях за Голубицкую было уничтожено до 350 солдат противника, захвачено 5 орудий.
В 3:50 25 сентября с 5 бронекатеров был высажен вспомогательный десант в районе Чайкино, который захватил северо-западную окраину Чайкино. Он также был блокирован врагом и понёс большие потери, был вынужден оставить Чайкино и отойти в плавни Курчанского лимана. Остатки десанта 28 сентября соединились с частями 9-й армии. Аналогичными оказались действия и демонстративного десанта.
В ходе боя предпринимались попытки со стороны флотилии высадить пополнение десанту, но они окончились неудачей из-за шторма и противодействия врага, вновь занявшего побережье.

## Итоги и выводы операции
Десант понёс большие потери, погибли командиры всех трёх отрядов. Было сбито 5 советских самолётов и потоплено 2 катера. Однако в советской военно-исторической науке считается, что десант свою задачу выполнил, оттянув на себя часть сил немцев из Темрюка и облегчив его освобождение.
Немецко-румынские войска понесли существенные потери: только ударами советской авиации уничтожено свыше 1000 солдат противника, 61 автомашина, 2 артиллерийских орудия и потоплено 6 судов. Прикрывавшие десант истребители сбили 4 самолёта.
Операция вскрыла ряд серьёзных недостатков (тем более обидных, что они были выявлены ещё в десантах 1941 года и их можно было избежать, поскольку флотилия имела успешный опыт подобных операций в августе 1943 года):
- малочисленность десанта, высаживаемого на укрепленное побережье в густо насыщенной войсками местности; слабая насыщенность средствами усиления (артиллерией, миномётами и пулемётами); как следствие — явная несоразмерность сил десанта поставленным задачам.
- неудачный выбор пункта высадки вспомогательного десанта — Чайкино довольно далеко от Голубицкой, отряды не имели возможности взаимодействовать друг с другом, противник быстро смог их блокировать и разбивать поодиночке.
- отсутствие устойчивой связи и тесного взаимодействия между десантом, флотилией и сухопутными войсками.
- недостаток времени на подготовку.
- не учитывались погодные условия, полностью сорвавшие действия флотилии по усилению десантов.